# Nashville 420 1977
Nashville 420 1977 var ett stockcarlopp ingående i Nascar Winston Cup Series (nuvarande Nascar Cup Series) som kördes 16 juli 1977 på den 0,596 mile (959,170 meter) långa ovalbanan Nashville Speedway i Nashville i Tennessee. Totalt avverkades 250.320 miles (402.851 km) fördelat på 420 varv. Banunderlaget var asfalt. Loppet vanns av Darrell Waltrip i en Chevrolet på tiden 3:10.09 körande för DiGard Motorsports. Waltrips snitthastighet var 78,999 mph. Han var vid målgång ensam förare på ledarvarvet, ett varv före tvåan Bobby Allison. Prispotten uppgick till 56 175 dollar, varav 9 415 dollar gick till segraren.

## Resultat
| Plc     | Nr | Förare            | Team/ bilägare              | Konstruktör | Start | Varv | Ledda varv |
| ------- | -- | ----------------- | --------------------------- | ----------- | ----- | ---- | ---------- |
| 1       | 88 | Darrell Waltrip   | DiGard Motorsports          | Chevrolet   | 6     | 420  | 300        |
| 2       | 12 | Bobby Allison     | Bobby Allison Motorsports   | AMC         | 5     | 419  | 31         |
| 3       | 43 | Richard Petty     | Petty Enterprises           | Dodge       | 7     | 418  | 10         |
| 4       | 11 | Cale Yarborough   | Junior Johnson & Associates | Chevrolet   | 3     | 417  | 9          |
| 5       | 90 | Dick Brooks       | Donlavey Racing             | Ford        | 9     | 416  | 0          |
| 6       | 15 | Buddy Baker       | Bud Moore Engineering       | Ford        | 8     | 413  | 0          |
| 7       | 92 | Skip Manning      | Hagan Enterprises           | Chevrolet   | 13    | 410  | 0          |
| 8       | 70 | J.D. McDuffie     | McDuffie Racing             | Chevrolet   | 14    | 408  | 0          |
| 9       | 68 | Buddy Arrington   | Arrington Racing            | Dodge       | 18    | 406  | 0          |
| 10      | 22 | Ricky Rudd        | Al Rudd Auto                | Chevrolet   | 17    | 404  | 0          |
| 11      | 14 | Coo Coo Marlin    | Cunningham-Kelley           | Chevrolet   | 22    | 401  | 0          |
| 12      | 79 | Frank Warren      | Warren Racing               | Dodge       | 21    | 401  | 0          |
| 13      | 30 | Tighe Scott       | Ballard Racing              | Chevrolet   | 23    | 397  | 0          |
| 14      | 40 | D.K. Ulrich       | J.R. DeLotto                | Chevrolet   | 20    | 396  | 0          |
| 15      | 68 | Janet Guthrie     | Lynda Ferreri               | Chevrolet   | 15    | 394  | 0          |
| 16      | 45 | Baxter Price      | Prica Racing                | Chevrolet   | 24    | 391  | 0          |
| 17      | 19 | Henley Gray       | Gray Racing                 | Chevrolet   | 27    | 384  | 0          |
| 18      | 72 | Benny Parsons     | DeWitt Racing               | Chevrolet   | 12    | 381  | 32         |
| 19      | 48 | James Hylton      | Hylton Engineering          | Chevrolet   | 1     | 374  | 0          |
| 20      | 24 | Cecil Gordon      | Gordon Racing               | Chevrolet   | 28    | 360  | 0          |
| 21      | 5  | Neil Bonnett      | Jim Stacy Racing            | Dodge       | 2     | 187  | 38         |
| 22      | 16 | David Sisco       | Sisco Racing                | Chevrolet   | 26    | 146  | 0          |
| 23      | 98 | Ralph Jones       | Ralph Jones                 | Ford        | 29    | 137  | 0          |
| 24      | 27 | Sam Sommers       | M.C. Anderson Racing        | Chevrolet   | 11    | 128  | 0          |
| 25      | 41 | Grant Adcox       | Adcox-Kirby                 | Chevrolet   | 19    | 122  | 0          |
| 26      | 4  | Gary Myers        | Gary Myers                  | Chevrolet   | 25    | 37   | 0          |
| 27      | 3  | Richard Childress | Richard Childress Racing    | Chevrolet   | 4     | 30   | 0          |
| 28      | 64 | Elmo Langley      | Langley-Woodfield Racing    | Ford        | 16    | 18   | 0          |
| 29      | 52 | Jimmy Means       | Means Racing                | Chevrolet   | 10    | 15   | 0          |
| 30      | 69 | Mike Kempton      | Mike Kempton                | Chevrolet   | 30    | 12   | 0          |
| Källor: |    |                   |                             |             |       |      |            |